# Université du Benadir
L'université du Benadir (en anglais : Benadir University ou BU) est une université privée somalienne fondée en 2002 et située à Mogadiscio sur la côte du Benadir.

## Composition
L'université du Benadir est composée de sept facultés :
- Faculté de Médecine et de Chirurgie
- Faculté d'Éducation
- Faculté d'Informatique
- Faculté d'Ingénierie et de Technologie
- Faculté de Droit Islamique et de Droit
- Faculté d'Agriculture
- Faculté des Sciences Vétérinaires